# 小半鍾乳洞

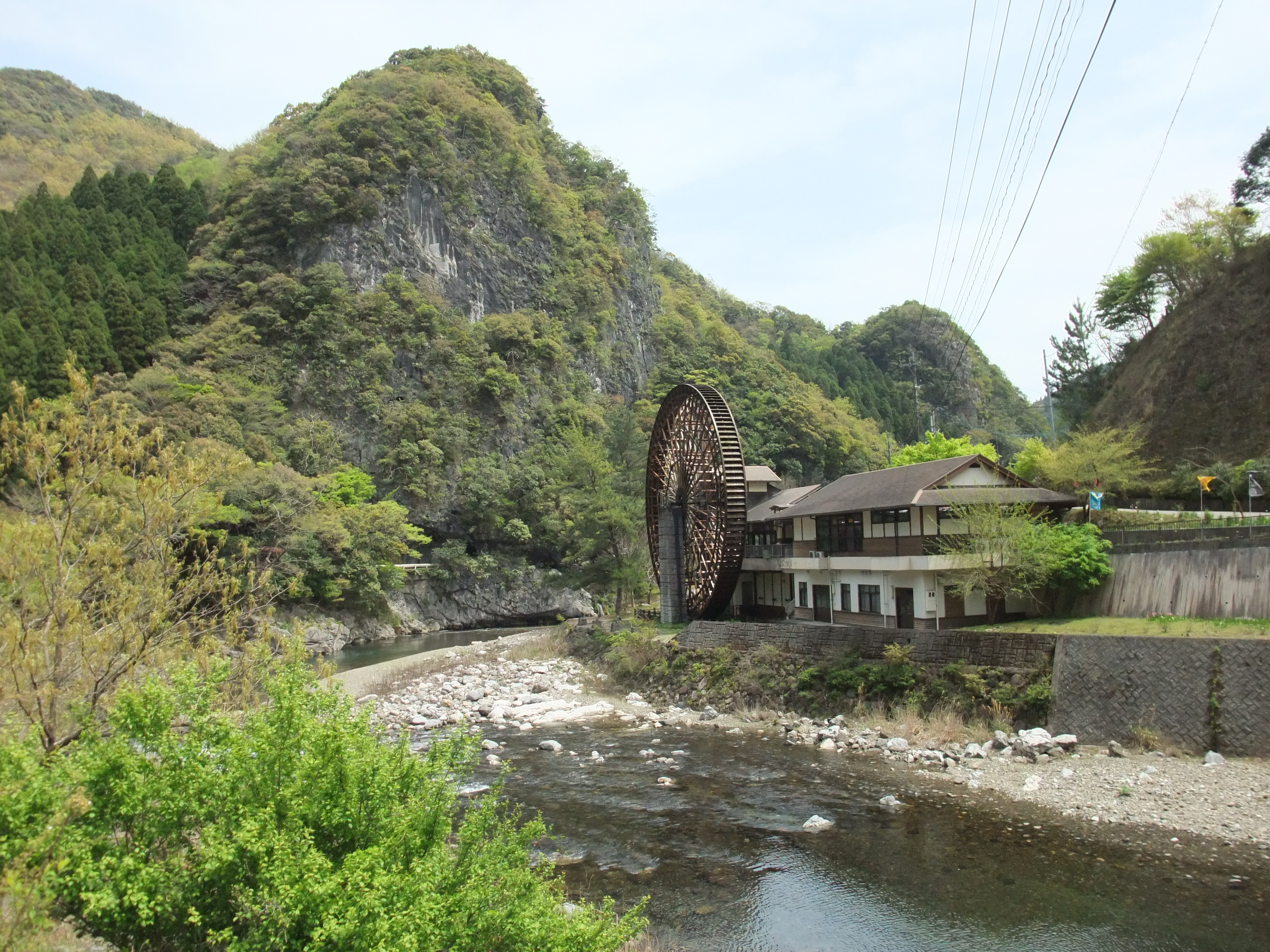
小半森林公園の大水車

小半鍾乳洞（おながらしょうにゅうどう）は、大分県佐伯市本匠（旧本匠村）小半にある鍾乳洞。1922年（大正11年）3月8日に大分県で初めて国の天然記念物に指定されている。

## 概要
この鍾乳洞は、1899年（明治32年）に発見されたもので、清流として知られる番匠川の源流の近くにある。全長1,750mで、そのうち330mが観光用に整備されている。洞内の「宮殿」と呼ばれる区域にある「斜柱石」は、鍾乳石の成長後、地殻変動で倒れ、今に至っているもので珍しい。
鍾乳洞の近隣には、小半森林公園が整備されている。公園内に設けられた直径約18mの大水車は、1993年（平成5年）の完成時には日本一の大きさを誇ったもので（2006年12月現在では4番目）、小半鍾乳洞の目印にもなっている。
2016年（平成28年）1月18日に入口付近で落石が確認されたため鍾乳洞は一時閉鎖され、もろくなっていた岩石を取り除いた上で約1ヶ月後に再開。しかし、その後も落石が続き、6月30日には直径1m超の岩が案内所の屋根を突き破る事故が起きたため、鍾乳洞を休業するとともに、入口に通じる市道も通行止めとなった。その後の調査で確認された落石の恐れのある箇所は132ヶ所にのぼっており、再開の目途は立っていない。

## アクセス
- JR九州日豊本線佐伯駅下車、大分バス（葛港〜上津川線）小半鍾乳洞前停留所下車[4]徒歩1分
- 東九州自動車道佐伯ICより車で約30分